# Долстон-джанкшен (станція)
51°32′43″ пн. ш. 0°04′29″ зх. д. / 51.545388888889° пн. ш. 0.074738888888889° зх. д.
Долстон-джанкшен (англ. Dalston Junction) — станція Східно-Лондонської лінії London Overground. Станція розташована у 2-й тарифній зоні, між станціями Кенонбері та Гаггерстон, у районі Долстон, боро Гекні, Лондон. Пасажирообіг на 2019 рік — 5.889 млн осіб.

## Історія
- 1. листопада 1865: відкриття станції
- 30. червня 1986: закриття станції
- 27. квітня 2010: повторне відкриття станції

## Пересадки
- на автобуси оператора London Buses маршрутів:  67, 76, 149, 243 та нічний маршрут N488
- на станцію Долстон-Кінгсланд Північно-Лондонської лінії London Overground.

## Послуги
| Попередня станція | Лінія | Лінія                                       | Лінія | Наступна станція |
| ----------------- | ----- | ------------------------------------------- | ----- | ---------------- |
| Кенонбері         |       | London Overground Північно-Лондонська лінія |       | Гаггерстон       |